# Nanotubo inorgânico
Um nanotubo inorgânico é uma molécula cilíndrica frequentemente composta de óxidos metálicos ou de nitretos do grupo 3 e morfologicamente semelhante a um nanotubo de carbono. Foi observado que nanotubos inorgânicos ocorrem naturalmente em alguns depósitos minerais.
Alguns anos depois que Linus Pauling mencionou, em 1930, a possibilidade de camadas curvas em minerais, alguns minerais como o amianto branco (ou crisotila) e a imogolita demonstraram ter uma estrutura tubular. No entanto, os primeiros nanotubos inorgânicos sintéticos surgiram apenas quando Reshef Tenne et al. relataram a síntese de nanotubos compostos de dissulfeto de tungstênio (WS2) em 1992.
Em anos posteriores, os nanotubos foram sintetizados a partir de muitos materiais inorgânicos, como óxido de vanádio e óxido de manganês, e atualmente estão sendo pesquisadas aplicações como catalisadores redox e como materiais catódicos para baterias.

## Histórico e ocorrência
Nanotubos inorgânicos são morfologicamente semelhantes aos nanotubos de carbono e são observados em alguns depósitos minerais de origem natural. Estruturas sintéticas desse tipo foram relatadas pela primeira vez pelo grupo de Reshef Tenne em 1992.

## Materiais
Os materiais de nanotubos inorgânicos típicos são sólidos em camadas 2D, como sulfeto de tungstênio (IV) (WS2), dissulfeto de molibdênio (MoS2) e sulfeto de estanho (IV) (SnS2). Os nanotubos WS2 e SnS2/sulfeto de estanho (II) (SnS) já foram sintetizados em quantidades macroscópicas. No entanto, cerâmicas tradicionais como dióxido de titânio (TiO2), dióxido de zircônio (ZrO2) e óxido de zinco (ZnO) também formam nanotubos inorgânicos. Os materiais mais recentes de nanotubos e nanofios são metal de transição/calcogênio/halogenetos (ou TMCH, do termo em inglês Transition metal/chalcogen/halogenides), descritos pela fórmula TM6CyHz, onde TM é um metal de transição (molibdênio, tungstênio, tântalo, nióbio), C é calcogênio (enxofre, selênio, telúrio), H é halogênio (iodo) e a composição é dada por 8,2 < (y+z) < 10. Os tubos TMCH podem ter um diâmetro subnanométrico, além de comprimentos ajustáveis de centenas de nanômetros a dezenas de micrômetros, e apresentam excelente dispersividade devido ao acoplamento mecânico extremamente fraco entre os tubos.
Em 2007, cientistas chineses anunciaram a criação em laboratório de nanotubos de cobre e de bismuto.

## Propriedades e potenciais aplicações
Nanotubos inorgânicos são um material alternativo aos nanotubos de carbono — os quais são mais utilizados —, apresentando vantagens como fácil acesso sintético, alta cristalinidade, boas uniformidade e dispersão, condutividade elétrica predefinida dependendo da composição do material de partida, morfologia em forma de agulha, boa adesão a vários polímeros e alta tenacidade. Eles são, portanto, candidatos promissores como cargas para compósitos poliméricos com propriedades térmicas, mecânicas e elétricas aprimoradas. As aplicações alvo para esse tipo de compósito são materiais para gerenciamento de calor, dissipadores eletrostáticos, materiais de proteção contra desgaste, elementos fotovoltaicos etc. Os nanotubos inorgânicos são mais pesados do que os nanotubos de carbono e não tão fortes sob tensão de tração, mas são particularmente fortes sob compressão, levando a aplicações potenciais em de resistência a impactos, como em coletes à prova de balas.
A resistência mecânica das fibras de celulose pode ser aumentada em uma ordem de magnitude adicionando apenas 0,1% em peso de nanotubos de TMCH, e as medições da condutividade elétrica da policaprolactona dopada com nanotubos de TMCH revelam um comportamento percolativo com um limiar de percolação extremamente baixo. A adição de nanotubos WS2 à resina epóxi melhora a adesão, a resistência à fratura e a taxa de liberação de energia de deformação. O desgaste do epóxi reforçado com nanotubos é oito vezes menor do que o do epóxi puro. Nanotubos WS2 também podem ser incorporados em uma matriz de nanofibras de poli(metacrilato de metila) (ou PMMA, do termo em inglês Poly(methyl methacrylate) por meio de eletrofiação. Os nanotubos ficam bem dispersos e alinhados ao longo do eixo da fibra. As maiores rigidez e tenacidade das malhas de fibra de PMMA por meio da adição de nanotubos inorgânicos podem ser aplicadas em materiais de absorção de impacto.
As propriedades ópticas dos híbridos de nanotubos inorgânicos de ponto quântico semicondutor apresentam uma eficiente transferência de energia ressonante do ponto quântico para os nanotubos inorgânicos após fotoexcitação. Nanodispositivos baseados em nanomateriais unidimensionais são projetados para sistemas eletrônicos e fotoeletrônicos de próxima geração com pequeno tamanho, velocidade de transporte mais rápida, maior eficiência e menor consumo de energia. Um fotodetector de alta velocidade para luz visível e infravermelha com base em nanotubos WS2 individuais já foi preparado em laboratório. Nanotubos inorgânicos são ocos e podem ser preenchidos com outro material, para preservá-los ou guiá-los a um local desejado ou originar novas propriedades no material de enchimento que está confinado em um diâmetro de escala nanométrica. Para isso, híbridos de nanotubos inorgânicos foram feitos preenchendo nanotubos WS2 com chumbo fundido, antimônio ou iodeto de bismuto, por um processo de umedecimento capilar, resultando em nanotubos núcleo-concha de PbI2@WS2, SbI3@WS2 ou BiI3@WS2.

## Aplicações biomédicas
Nanotubos de dissulfeto de tungstênio têm sido investigados como agentes de reforço para melhorar as propriedades mecânicas de nanocompósitos poliméricos biodegradáveis para aplicações na engenharia de tecido ósseo. A adição de ~0,02% em peso de nanotubos de dissulfeto de tungstênio melhorou significativamente as propriedades mecânicas de compressão e flexão de nanocompósitos de poli(fumarato de propileno), mais ainda que a adição de nanotubos de carbono. Isso foi atribuído ao aumento da dispersão de nanotubos de dissulfeto de tungstênio na matriz do polímero, permitindo uma transferência de carga eficiente da matriz para a nanoestrutura subjacente.